# Rasage (usinage)
Le rasage est une opération d’usinage de finition par taillage réalisée avant traitement thermique sur des engrenages préalablement ébauchés.
Cette technique née aux USA porte aussi le nom de shaving (rasage en anglais) et s’applique aux roues droites et hélicoïdales.

## Principe
L’outil shaving est un engrenage à denture droite ou hélicoïdale dont les dents comportent des rainures parallèles au profil taillées sur toute la hauteur. Pour usiner un engrenage droit, la denture de l’outil doit être hélicoïdale constituant ainsi un engrènement hélicoïdal dont les axes de rotation ne sont pas parallèles et forment un angle de 15 à 20°.
L’outil de rasage entraîne en rotation la roue à raser par simple contact entre les dents. La pression, le glissement de l’outil dont les rainures jouent le rôle d’un grattoir se déplaçant obliquement par rapport à la dent à tailler, produisant un copeau très mince.

## Usinage
La pièce à usiner est montée libre entre pointes et est entraînée par l’outil de rasage. La profondeur de passe est de quelques centièmes de millimètre, la vitesse de coupe de 100 à 200 m/min et la vitesse de déplacement de 10 à 12 mm/min, le tout sous arrosage abondant.

## Comparaison avec la rectification
- La pièce sera traitée après le rasage,
- Comme pour la rectification, prévoir une surépaisseur d’usinage,
- Opération de rasage beaucoup plus rapide que la rectification,
- Outil cher à fabriquer au départ mais sa longévité le rend facilement amortissable pour des séries moyennes et reconductibles de pièces.

## Sources
- Cours de technologie appliquée des lycées techniques,
- Cours de perfectionnement au BP-dessin et BTS-BE, Automobiles Peugeot, Sochaux.